# Marjorie Duvillard
Pour les articles homonymes, voir Duvillard.
Marjorie Duvillard, née le 14 février 1911 à Gualeguaychú en Argentine, d’une mère écossaise et d’un père suisse, et décédée le 4 décembre 2004 à Genève, est une infirmière et directrice de la Haute École de santé Genève Le Bon Secours. Elle intègre l'Union internationale de secours aux enfants, est nommée et siège au Comité International de la Croix-Rouge (CICR) sur les thèmes de la formation des infirmières.

## Biographie
Marjorie Duvillard naît d’une mère écossaise et d’un père suisse et passe son enfance en Argentine. Elle retourne en Suisse pour ses études secondaires qu’elle termine en 1929. Elle intègre finalement l’École d’infirmières Le Bon Secours à Genève où elle étudie de 1933 à 1939. Cette école s'appelle désormais la Haute École de santé Genève rattachée au réseau des hautes écoles spécialisées suisses .
En 1940, après une série de voyages en Amérique latine, Marjorie Duvillard est contactée par Renée Girod en sa qualité de présidente de l’Union internationale de secours aux enfants, créée en 1920 sous le patronage du CICR. Renée Girod lui propose de représenter l’Union lors de la Conférence panaméricaine de la Croix-Rouge à Santiago du Chili en décembre 1940. C’est le début d'une carrière internationale. Après ce poste, elle occupe bénévolement celui de déléguée générale de l’Union pour l’Amérique latine, et s’engage de façon durable dans le domaine de l’aide humanitaire internationale.
Son investissement notable dans sa mission de secours aux enfants au sein de l’Union dure trois ans, de 1940 à 1943.

## Carrière professionnelle
Avec le soutien de Yvonne Hentsch, elle-même infirmière et personnalité de premier plan à la Croix-Rouge internationale, Marjorie Duvillard entre en tant que déléguée pour l’Amérique latine du Bureau des infirmières de la Ligue des sociétés. Durant quatre ans, elle œuvre ainsi au développement des soins infirmiers au sein de chaque Société nationale de la Croix-Rouge, en matière de techniques médicales, paramédicales et de formation.
En 1961, elle est nommée au  CICR où elle siège jusqu’en 1967,. Elle est l’une des rares femmes à y avoir été nommée au cours du 20e siècle. De 1969 à 1970, elle est directrice exécutive du Conseil international des infirmières.
Marjorie Duvillard se consacre également à l’amélioration de la formation suisse en soins infirmiers. En 1946, elle accepte de diriger l’école Le Bon Secours, où elle-même a été formée, et qui connaît d’importantes difficultés financières. Marjorie Duvillard obtient un soutien financier de la Fondation Rockefeller sous condition de faire évoluer les formations dispensées vers un enseignement de type universitaire – souhait partagé par Marjorie Duvillard. Au poste de directrice de l'établissement elle mène ce projet jusque 1968, date de sa démission. Jacqueline Demaurex lui succède à ce poste.
Marjorie Duvillard tient un rôle central dans le développement des programmes de formation continue et universitaire en soins infirmiers. Aucun programme de formation complet n’existait en Suisse jusqu’en 1975 pour les personnes souhaitant poursuivre une formation après obtention de leur diplôme en soins infirmiers. Marjorie Duvillard est la première, dès 1972, à œuvrer au développement d’un programme continu de formation « post-diplôme ». Elle tient également un véritable rôle d’avant-garde dans le développement de programmes de recherche en soins infirmiers, non seulement au Bon Secours, mais également au niveau national. En 1973, elle devient présidente de la section genevoise de l'association suisse des infirmières et infirmiers diplômés
Elle consacre le restant de sa carrière à la formation, tout en étant parallèlement consultante auprès de l’Organisation mondiale pour la santé. Elle meurt le 4 décembre 2004.